# David Chavchavadze
David Paul Chavchavadze, gruz. დავით ჭავჭავაძე Dawit Czawczawadze (ur. 20 maja 1924 w Londynie, zm. 5 października 2014 w Potomac w stanie Maryland) – amerykański pisarz pochodzenia rosyjsko-gruzińskiego.
Jego ojcem był Gruzin Paweł Czawczawadze, a matką – Nina Gieorgijewna Romanowa – Rosjanka. Od strony matki był spokrewniony z rodziną carską. David był praprawnukiem cara Mikołaja I.
W 1943 wstąpił do Armii Stanów Zjednoczonych.
Zaczął pisać głównie po przejściu na emeryturę. Był członkiem Stowarzyszenia Rodziny Romanowów.